# Dylan Sicobo
Dylan Sicobo (né le 27 février 1997 à Victoria) est un athlète seychellois, spécialiste du sprint.

## Carrière
En juillet 2017, il bat le record national du 100 m qui lui appartenait, en 10 s 33, temps réédité en finale pour remporter le titre lors des Jeux de la francophonie à Abidjan, en battant à la photo-finish l'ivoirien Arthur Gue Cissé. Il remporte également la médaille de bronze avec l'équipe nationale des Seychelles sur 4 × 100 m, avec un temps de 40 s 31, également nouveau record des Seychelles.
Il est nommé porte-drapeau de la délégation des Seychelles aux Jeux olympiques d'été de 2024 aux côtés de la nageuse Khema Elizabeth.

## Palmarès
| Date | Compétition                    | Lieu        | Résultat | Épreuve   | Temps   |
| ---- | ------------------------------ | ----------- | -------- | --------- | ------- |
| 2014 | Championnats d'Afrique         | Marrakech   | 8e       | 4 × 100 m | 41 s 86 |
| 2015 | Championnats d'Afrique juniors | Addis-Abeba | 8e       | 100 m     | 11 s 04 |
| 2017 | Jeux de la Francophonie        | Abidjan     | 1er      | 100 m     | 10 s 33 |
| 2017 | Jeux de la Francophonie        | Abidjan     | 3e       | 4 × 100 m | 40 s 31 |